# Mullet

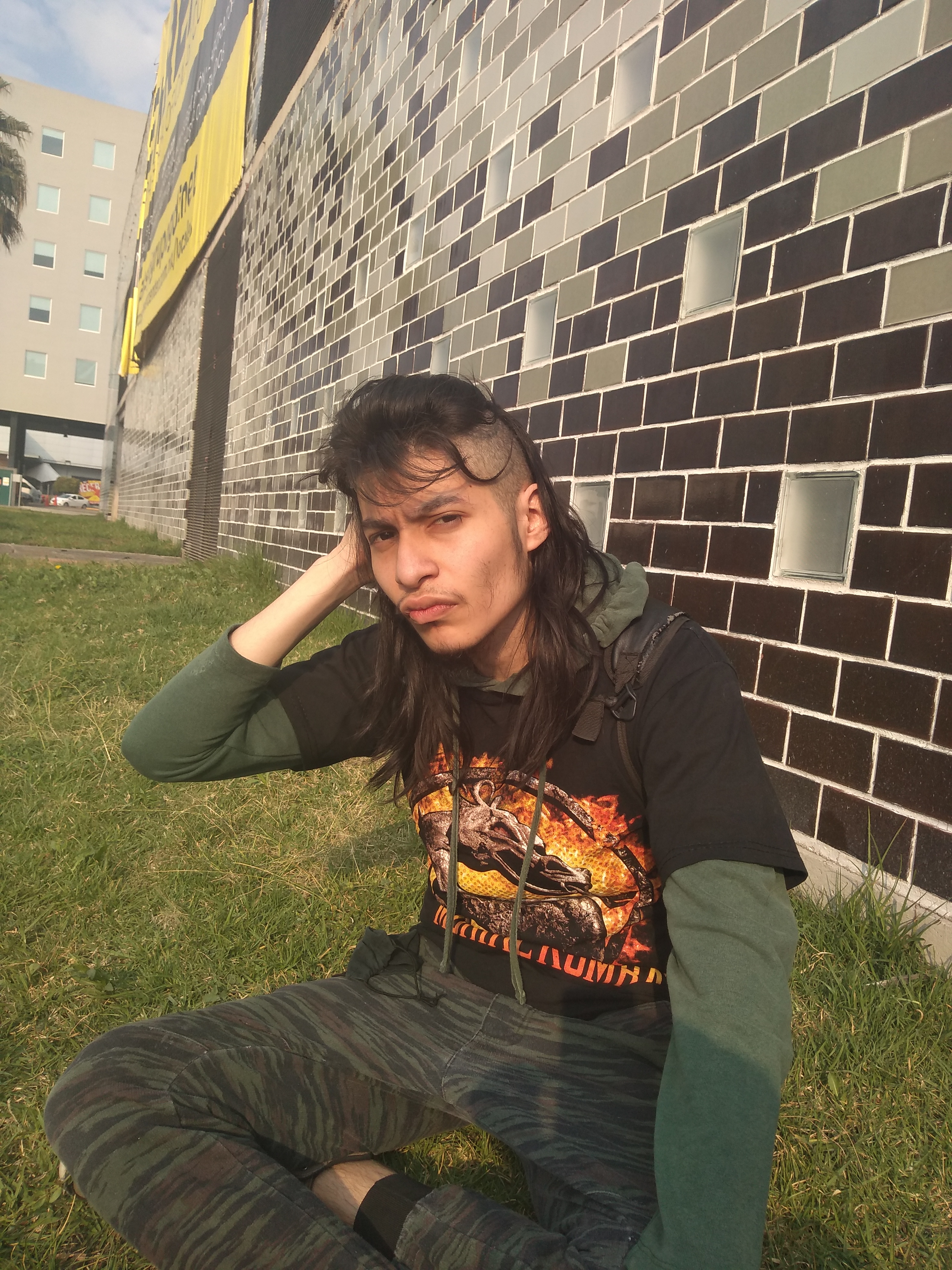
Jak je zde vidět, tento účes se obvykle provádí tak, že se oholí strany hlavy, ale vlasy zůstanou dlouhé vpředu i vzadu

Mullet, čti [malit], je forma účesu oblíbeného zejména v 80. a 90. letech 20. století. Při tomto účesu jsou vlasy po stranách hlavy a na temeni ostříhány nakrátko a vzadu zůstávají dlouhé, většinou na ramena či na záda. Jedni z prvních průkopníků tohoto účesu byli zejména lidé z oblasti hudby a umění, například David Bowie nebo Paul McCartney. V České republice se účes stal populárním díky hokejistovi Jaromíru Jágrovi, proto se také účesu někdy říká „na Jágra“. Další názvy jsou například „vokuhila“ (z němčiny), „ještěrka“, „ještěr“, „čolek“, „deka“, „záclona“, „Bundesliga“, „zádovlas“, „hauro“, „tučňák“, „vpředu byznys, vzadu párty“, „zvadlý záclony“, „veverčí kožešina“, „na Morkuse“, nebo vulgárně „na debila“. Nebo také na „Vořecháče“ Na Moravě se též používá termín „na řidiče autobusu“.
Pravděpodobný vznik účesu je připisován profesionálním řidičům kamionů, kterým za jízdy padaly dlouhé vlasy do obličeje a tím jim znemožňovaly bezpečné řízení. Vhodným řešením bylo zachování dlouhých vlasů pouze v zadní části hlavy, kde už ve výhledu nepřekáží a zároveň zachovávají řidičský účes.

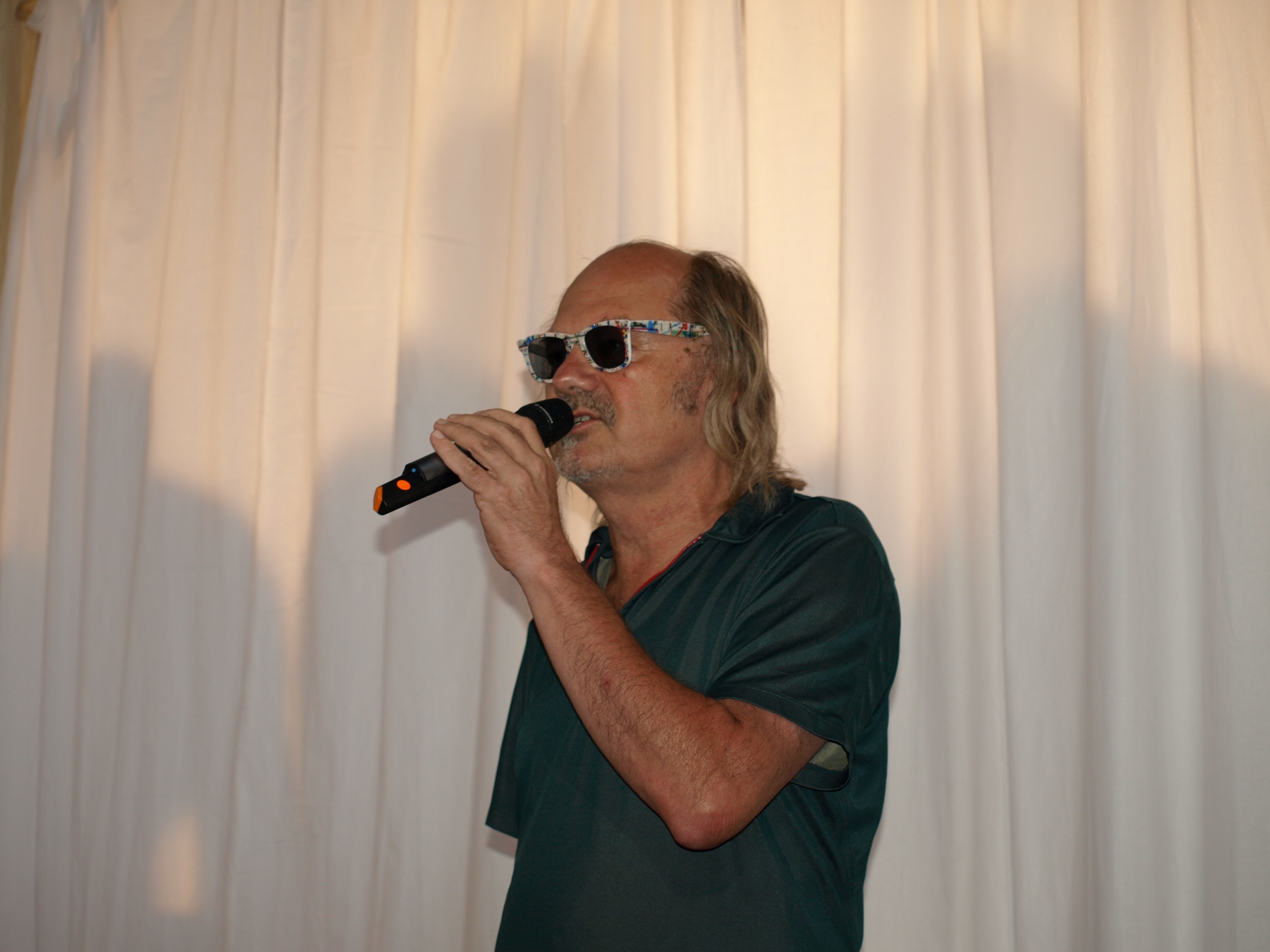
Ondřej Hejma s účesem Skullet

Účes se vyskytuje i v jiných formách např. skullet čti [skalit], při tomto účesu jsou vlasy v zadní části ponechány a temeno hlavy je vyholeno úplně. Tento účes vznikl tak, že lidé s účesem mullet začali plešatět, ale neustoupili od svého původního stylu. V České republice se účes stal populárním díky producentu Františku Janečkovi, nebo hudebníku a skladateli Ondřeji Hejmovi. Rozrůstá se také forma účesu doplněná dredy.[zdroj?]
V České republice také vznikla komunita lidí, kteří se baví takzvaným „lovem“ mulletů (anglicky: Mullet Hunting). Lov spočívá ve vyfocení mulleta ve vhodný okamžik a umístění úlovku (fotky) na komunitní stránku s vtipným popiskem obvykle v loveckém/mysliveckém slangu. Lidé potom stejným stylem navzájem hodnotí své úlovky a baví se přitom. Nejpočetnější česká skupina zabývající se touto zábavou čítá přes 100 tisíc členů.